# Eugenio Lemos
Eugenio Lemos, mais conhecido como Ego Lemos, é um cantor, compositor e ativista ambiental timorense.

## Carreira
Lemos usa sua música para transmitir questões políticas. Ele tenta apresentar aos agricultores métodos que lhes permitam viver sem recursos externos de uma forma ecologicamente correta. Ele próprio vem de uma família de agricultores. Na política nacional, ele se manifesta contra os empréstimos de credores internacionais para evitar que o país dependa de agentes estrangeiros. 
Em 2001, Lemos fundou a Permatil, uma organização promotora de permacultura. Com isto publicou o livro The Tropical Permaculture Guidebook, do qual já existem quatro edições em tétum e uma tradução para indonésio em 2022. Este livro é usado por organizações não governamentais e agências governamentais. Lemos também criou uma rede de agricultura sustentável e um movimento de agricultura orgânica. Também é professor das áreas de agricultura e arte e cultura na Universidade Nacional Timor Lorosa'e (UNTL). Lemos faz viagens ao interior do país para repassar seus métodos às escolas mais remotas do país. Só entre 2015 e 2017, Lemos ajudou a criar mais de uma centena de hortas escolares. 
O Presidente José Ramos-Horta nomeou Lemos como embaixador para a participação em actividades ambientais em Março de 2023, numa conferência ambiental na Austrália, em Abril. 

## Prémios
Sua música Balibo, do longa-metragem de mesmo nome, ganhou o prémio "Melhor Canção Composta para Filme" no Screen Music Awards de 2009 e "Melhor Canção em Filme" no APRA Awards . 
No dia 20 de maio de 2023, Lemos recebeu do Presidente José Ramos-Horta a Medalha da Ordem de Timor-Leste  e no dia 30 de agosto, o Prémio Ramon Magsaysay.